# Emmanuëlle
Emmanuëlle est une chanteuse québécoise, née Ginette Filion le 18 octobre 1942 à Montréal, au Québec, et morte le 3 mars 2024.

## Biographie

### Les débuts, 1972-1973
Elle fait ses études à l’école de musique Vincent-d'Indy, à Montréal, dans le but de devenir une chanteuse classique. Dotée d’une voix juste et puissante, elle avait tout pour réussir dans ce domaine, mais voilà qu’une rencontre avec le parolier Luc Plamondon en 1972 change le cours de sa carrière. Ce dernier lui propose des chansons populaires et il lui écrit, sur une musique de François Dompierre, son premier succès (Emmène-moi vers le soleil, 1972). Plamondon et le compositeur Mario Bruneau lui signent ensuite la chanson Le goût de vivre, qui sera finaliste au concours Hear Canada Singing en 1972. La gloire est déjà proche et la chanteuse s’envole pour le Japon afin de représenter le Canada au Yamaha World Popular Song Festival à Tokyo en 1972, d'où elle revient avec un premier prix (pour le titre La Chanson de mon pays), puis pour la Belgique au Festival de la chanson de Spa, en 1973. Cette année-là, Emmanuëlle fait la rencontre de l’auteur-compositeur Stéphane Venne, qui travaille déjà depuis un moment avec Renée Claude et Isabelle Pierre. Stéphane Venne est charmé par le talent de la chanteuse et il lui écrit la quasi-totalité des chansons de son album Le monde à l'envers (1973), qu'il produit sur sa propre compagnie, Les Disques Solset (identifiée par la dénomination Les Disques Sol 7), une étiquette créée spécifiquement pour elle. Les succès sont nombreux sur le disque et Emmanuëlle est rapidement propulsée au rang des grandes vedettes québécoises. Parmi les succès, il faut retenir les chansons suivantes : Et c'est pas fini et Le monde à l'envers, mais aussi Ça commence doucement, J'parle pu, Que l'avenir vienne, Enfin, Ceux qui n'ont jamais connu le bonheur et la chanson à saveur nationaliste Parle-moi de notre pays, ainsi qu'une belle interprétation de la chanson Amoureuse, de Véronique Sanson.

### La consécration, 1974-1977
En 1974, toujours en collaboration avec Stéphane Venne, elle lance l'album Chanter pour vivre qui, outre la chanson-titre, contient les succès J't'avais fait une chanson, Le reel facile, Mariage d'amour, L'idée de t’aimer, Vas-y voir, Pour apprendre à t'aimer et On y arrivera, ainsi que le classique de Gilles Vigneault Gros Pierre. Au sommet de sa popularité, elle fait la Place des Arts de Montréal et part en tournée au Québec durant l’année 1974. Elle se rend aussi en Grèce pour représenter son pays au Festival d'Athènes. Pendant ce temps-là, les Disques Capitol publient le 33 tours Chansons du Québec contenant un segment intitulé Emmanuëlle chante François Dompierre qui regroupe les premières chansons de l'artiste.
L’année suivante, en 1975, un autre album est lancé sur le marché, toujours sous la direction de Stéphane Venne, mais cette fois-ci, Emmanuëlle y met sa touche personnelle et signe elle-même la chanson intitulée Ma chanson. Sur le 33 tours se retrouvent les succès Les chansons d’autrefois, Si t’aimes pas ta vie, Mourir dans ton lit, Un homme, une femme et la vérité, Pas tout de suite, pas maintenant, Donne-moi l'heure juste, Chanson d'amour et On n'a pas soif, on n'a pas faim (avec la participation vocale de Venne lui-même). Le 24 juin 1975, lors des nombreuses festivités de la Fête nationale du Québec, Emmanuëlle est l'une des dix personnalités féminines à chanter auprès de Jean-Pierre Ferland sur le Mont Royal pour un concert mémorable. Parmi les autres chanteuses unies pour célébrer Ferland, on peut souligner les présences de Renée Claude, France Castel et Ginette Reno pour ne citer que ces quelques noms. Une double compilation des succès d'Emmanuëlle paraît en 1976, au moment où elle est omniprésente sur scène ainsi qu'au petit écran, notamment grâce aux publicités des magasins La Baie, dont elle devient la représentante publicitaire pendant quelques années.

### «Je vous aime», 1978-1979
En 1978, Emmanuëlle, qui travaille toujours avec Stéphane Venne (La petite aventure), lance l'album Je vous aime dont la chanson-titre, composée par Denis Larochelle, devient un très bon succès. La chanteuse travaille aussi avec Diane Juster qui lui signe J'ai le cœur d'une vagabonde, puis avec Jean Robitaille (Loin des yeux loin du cœur et Avec amour) et de nouveau avec Luc Plamondon, avec qui elle collabore le temps d'une autre chanson (Ni chaud ni froid). Elle remporte cette année-là un prix à Sofia au Festival International de la chanson bulgare Orphée d’or et connaît un certain succès avec les titres Je n’aime que toi, C'pas dans cent ans et Quand tu es tout près de moi (les deux derniers titres étant signés par Emmanuëlle elle-même). Mais la chanteuse est épuisée par cet interminable sprint qui dure depuis presque dix ans et elle décide de ralentir ses activités à partir de 1980.

### De 1980 à 2024
Ce n'est que cinq ans plus tard, après un long séjour en Italie, qu'Emmanuëlle revient à son métier avec les chansons Que pour l’amour et Bravo les clowns (en 1985) ainsi qu'avec la chanson C'est mon cœur qui chante encore (en 1986), sans toutefois retrouver le succès d'antan. La chanteuse devient restauratrice dans le village de Saint-Sauveur-des-Monts dans les Laurentides et, étant la propriétaire des lieux, elle en profite pour donner des soupers-spectacles. De 1985 à 1990, elle est accompagnée par le pianiste Gaston Brisson lors de ces nombreux concerts donnés à son restaurant. Plus tard, en 1993, Emmanuëlle lance une compilation CD en y incluant quelques-unes de ses nouvelles compositions personnelles (Ça c'est fort et Qu'est-ce que je fais?) et revient sur scène aux côtés de son ami Stéphane Venne. Elle fait paraître une autre compilation, plus complète celle-là, en 1999.
Emmanuëlle refait l'actualité alors que sa chanson fétiche Et c'est pas fini devient le thème du premier Star Académie du Québec en 2003. Elle redonne alors quelques spectacles et en profite pour réapparaître à la télévision et se rappeler à nos bons souvenirs. La chaîne « Musimax » lui consacre un spécial d'une heure racontant la carrière de cette artiste souriante et enjouée qui a finalement su marquer le pays avec ses interprétations très québécoises de chansons d’espoir et de liberté. 
À l'automne 2010, Emmanuëlle publie un livre intitulé "Démesures et passions", aux éditions Marcel Broquet. Le bouquin de plus de 200 pages se veut autobiographique et contient, outre l'histoire de la chanteuse (sa carrière comme sa vie privée), les paroles de quelques-unes de ses chansons, des poèmes de son cru, de nombreuses photos, et même ses recettes de cuisine. Une nouvelle compilation, "Les plus belles chansons", est aussi lancée à l'automne 2010 par la compagnie de musique Disques Mérite.
En 2013, la chanteuse participe, auprès notamment de Jean-Pierre Ferland, Michel Fugain, Nicole Croisille, Claude Barzotti et Patrick Juvet, à la nouvelle édition du spectacle Le Retour de nos Idoles présenté au Colisée Pepsi à Québec.
Emmanuëlle meurt le 3 mars 2024 des suites de la maladie d’Alzheimer.

## Discographie
- Albums :
- 1972 : Chansons du Québec (Disques Capitol)
- 1973 : Le monde à l'envers (Les Disques Sol7)
- 1974 : Chanter pour vivre (Les Disques Sol7)
- 1975 : Pas tout de suite, pas maintenant – Un homme, une femme et la vérité (Les Disques Sol7)
- 1978 : Je vous aime (Disques Solo)
- 1980 : Une soirée au cabaret avec Emmanuëlle (Distribution Madacy)

- Compilations :
- 1976 : La double compilation d’Emmanuëlle (Les Disques Sol7)
- 1993 : Rétrospective (Disques Mérite)
- 1999 : Et c’est pas fini (Disques Mérite)
- 2010 : Les plus belles chansons (Disques Mérite)

- Simples :
- 1972 : Emmène-moi vers le soleil - Quand t'auras envie de me raconter ta vie (Disques Capitol)
- 1972 : La chanson de mon pays - Le goût de vivre (Disques Capitol)
- 1973 : Le monde à l’envers - Ça commence doucement (Les Disques Solset)
- 1973 : Et c'est pas fini - Parle moi de notre pays (Les Disques Solset)
- 1973 : J'parle pu - Enfin (Les Disques Solset)
- 1974 : J't'avais fait une chanson - Vas-y voir (Les Disques Solset)
- 1974 : Chanter pour vivre - Je t'aime tout le temps (Les Disques Solset)
- 1974 : Le reel facile - Mariage d'amour (Les Disques Solset)
- 1974 : L'idée de t'aimer - On y arrivera (Les Disques Solset)
- 1975 : Pas tout de suite, pas maintenant – Un homme, une femme et la vérité (Les Disques Solset)
- 1975 : Les chansons d'autrefois - Ma chanson (Les Disques Solset)
- 1975 : Si t'aimes pas ta vie – On n'a pas soif, on n'a pas faim (Les Disques Solset)
- 1976 : Mourir dans ton lit - Donne-moi l'heure juste (Les Disques Solset)
- 1977 : Je vous aime - C'pas dans cent ans (Disques Solo)
- 1978 : J'ai le cœur d'une vagabonde - Je n'aime que toi (Disques Solo)
- 1978 : Et c'est pas fini - Le monde à l'envers (réédition) (Disques Millionnaires)
- 1985 : Que pour l'amour - Bravo les clowns (Disques Maisonneuve)
- 1986 : C'est mon cœur qui chante encore (Disques Vierge)
- 1992 : Ça c'est fort - Qu'est-ce que je fais ? (Disques Mérite)

## Participations
- 1998 : Stéphane Venne - Le temps est bon (Disques Citation)
- 2003 : Star Académie 2003 (Disques Musicor)
- 2011 : Les chanteuses romantiques Vol. 1 et 2 (Disques Mérite)
- 2013 : Le retour de nos idoles - Édition 2013 (Disques Musicor)

## Record Guiness
Emmanuëlle devenue dans les années 1970 la porte-parole attitrée des magasins La Baie (avec le fameux slogan « Demandez-nous n'importe quoi… ou presque ! ») figure dans le livre Guinness des records comme interprète du message publicitaire du siècle[source insuffisante] (slogan dont l'auteur est Pierre Pelletier, publicitaire cofondateur de l'agence BCP).

## Vie privée
Elle est mère de deux garçons, Jean-Stéphane et Patrice Massé.